# Érsekvadkert
Érsekvadkert es un pueblo ubicado en el condado de Nógrád, Hungría.

## Superficie
Posee una superficie de 55,38 kilómetros cuadrados.

## Demografía
Hasta 2021 la población era de 3507 habitantes, con una densidad de población de 63,32 habitantes por kilómetro cuadrado.